# بياعة الجرايد (فلم)
بياعة الجرايد فيلم دراما مصري من إنتاج العام 1963 من إخراج حسن الإمام. الفيلم من بطولة ماجدة وليلى فوزي ونعيمة عاكف ويوسف شعبان ويوسف فخر الدين. وهو يحكي عن فتاة فقيرة تعيش مع أمها وتبيع الجرائد، تقع في حب بائع جرائد وتتزوجه ثم تكتشف أن والدها كان أحد الأثرياء وعندما توفى ترك لها ثروته، مما يدفع أهل والدها إلى محاولة التفريق بينها وبين زوجها واهلها مستغلين طيبتها وسذاجتها.

## طاقم العمل
- ماجدة
- ليلى فوزي
- نعيمة عاكف
- يوسف شعبان
- يوسف فخر الدين
- آمال زايد
- نبيلة السيد
- سهير الباروني
- نوال أبو الفتوح
- جمال إسماعيل

## وصلات خارجية
- مقالات تستعمل روابط فنية بلا صلة مع ويكي بيانات